# 卯来泉城堡
卯来泉城堡，位于中国甘肃省肃南裕固族自治县，为一个省级文物保护单位，类型为古遗址。
卯来泉城堡的历史年代为明代。